# Gregorovce
Gregorovce (em húngaro: Gergelylaka) é um município da Eslováquia, situado no distrito de Prešov, na região de Prešov. Tem 9,84 km² de área e sua população em 2018 foi estimada em 852 habitantes.

## Demografia
| Ano:        | 1994 | 2004   | 2014   | 2024    |
| ----------- | ---- | ------ | ------ | ------- |
| Broj ljudi: | 735  | 781    | 823    | 941     |
| Razlika:    |      | +6,25% | +5,37% | +14,33% |

| Ano:               | 2023 | 2024   |
| ------------------ | ---- | ------ |
| Número de pessoas: | 935  | 941    |
| Diferença:         |      | +0,64% |